# Nel van Beek
Nel van Beek-van Koten (1933 – 2009) was een Nederlandse feministe, striptekenares en grafisch ontwerpster. Ze signeerde haar werk vaak met Koten.
Nel van Beek was de bedenkster van de maatschappijkritische strip Dol en Mina, die in 1971-'72 in het dagblad Het Vrije Volk verscheen. De titel daarvan refereerde aan de feministische Dolle Mina-beweging, waarbinnen ook Van Beek actief was. Later werd ook haar strip Floor Blom in Het Vrije Volk gepubliceerd. Voor Dolle Mina ontwierp Van Beek in de jaren zeventig verschillende affiches, waaronder een in die tijd bekende Baas in eigen buik-poster. Verder tekende ze voor de Sekstant, het maandblad van de Nederlandse Vereniging voor Seksuele Hervorming, en voor het destijds invloedrijke Amerikaanse satirische undergroundtijdschrift Berkeley Barb.
Nel van Beek was ook grondlegger van de in 1996 opgerichte stichting De Innerlijke Lijn, Academie voor Wetenschap van de Metafysica, met als een van de belangrijkste doelstellingen "het door alle takken van de wetenschap erkennen van het bestaan van het hoger bewustzijn en het aanvaarden van de consequenties daarvan".
- International Standard Name Identifier: 0000 0003 9158 0962
- Nederlandse Thesaurus van Auteursnamen: 073245895
- RKD-Nederlands Instituut voor Kunstgeschiedenis: 94076
- Virtual International Authority File: 285419398